# Trek (schoorsteen)
Trek, ook wel schoorsteeneffect genoemd, is het natuurkundige effect dat een gas of een vloeistof in verticale richting beweegt onder invloed van warmte of een andere oorzaak van dichtheidsverschil. Dit effect is met name bekend van schoorstenen, maar het kan ook zonder schoorsteen optreden. Een schoorsteen is in staat het effect te versterken, doordat er geen horizontale menging kan optreden.

## Natuurkundige verklaring van het mechanisme

Het effect van trek in een schoorsteen: de meters geven de druk weer en de luchtstroom is aangeduid met grijze pijlen.

Trek ontstaat doordat er een verschil in dichtheid is tussen de ruimte in de schoorsteen en de ruimte daarbuiten. Door dit verschil in dichtheid ontstaat een drukverschil (ΔP), dat de drijvende kracht is van de trek. Zolang het verschil in dichtheid wordt gehandhaafd zal ook de trek blijven bestaan.
Meestal wordt het verschil in dichtheid veroorzaakt door warmte: door de warmte zet het gas uit en de dichtheid neemt af. Hieruit volgt logischerwijs dat er ook trek in omgekeerde richting (of zo men wil: 'negatieve trek') mogelijk is, als het gas in de schoorsteen kouder is dan in de omgeving. Drukverschillen bij gassen kunnen ook ontstaan door een verschil in opgeloste vloeistof, bijvoorbeeld waterdamp.
Net als bij gassen is dit effect ook mogelijk bij vloeistoffen. Ook daarvan neemt de dichtheid (meestal) af bij verhitting. En ook bij vloeistoffen zijn niet-thermische oorzaken van trek mogelijk, bijvoorbeeld door opgeloste zouten of gassen.
Bij trek die wordt veroorzaakt door verhitte lucht in een schoorsteen, bij atmosferische druk, kan het door trek veroorzaakte drukverschil als volgt worden berekend:
{\displaystyle \Delta P=\;3465\;h\;{\bigg (}{\frac {1}{T_{\text{o}}}}-{\frac {1}{T_{\text{i}}}}{\bigg )}}
| ΔP | = door de trek veroorzaakt drukverschil, in pascal (Pa) |
| h  | = hoogte van de schoorsteen, in meter                   |
| To | = temperatuur buiten de schoorsteen, in kelvin (K)      |
| Ti | = temperatuur binnen de schoorsteen, in K               |
Deze berekening klopt alleen als de temperatuur binnen de schoorsteen homogeen is (wat zelden het geval is), als zich binnen en buiten hetzelfde gas bevindt en als er alleen openingen zijn aan de onder- en bovenzijde van de schoorsteen.

## Voorbeelden van situaties waarbij trek voorkomt

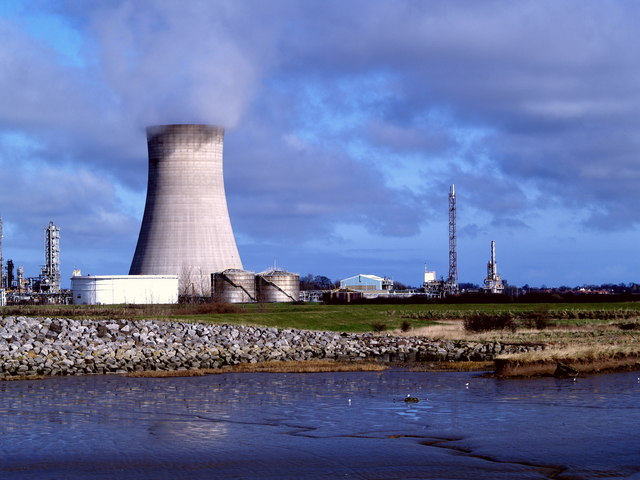
koeltoren

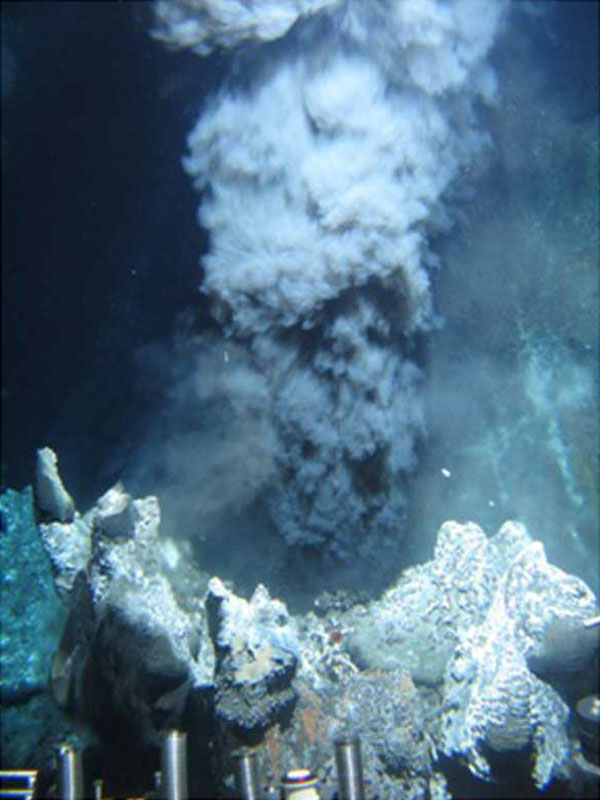
black smoker

- Een schoorsteen is de bekendste situatie. De trek wordt hier in stand gehouden doordat er continu warmte wordt toegevoegd. Meestal gebeurt dat door een verbrandingsproces in een oven onderaan de schoorsteen, maar bij een zonnetoren wordt hiervoor de hitte van de zon gebruikt.
- Een koeltoren is feitelijk een brede schoorsteen en maakt van trek gebruik om water te koelen. De energiebron is hier de afvalwarmte van bijvoorbeeld een elektriciteitscentrale.
- Ook in een gebouw dat verwarmd wordt en waarbij ramen, deuren of ventilatieroosters open staan, ontstaat trek. Dit kan - mits slim toegepast - zorgen voor natuurlijke ventilatie.
- Bij gebouwen die gekoeld worden - in het bijzonder hoge kantoorgebouwen in warme streken met airconditioning - kan een neerwaartse trek ontstaan. De koeling is hiervan dus de energiebron. Zelfs zonder dat er actief gekoeld wordt kan deze neerwaartse trek in stand gehouden worden, doordat buiten de zon schijnt en binnen schaduw is.
- Op de zeebodem waar vulkanische activiteit heerst, ontstaat trek in natuurlijke schoorstenen, zogenaamde 'black smokers'. Zeer heet water dat uit de bodem ontsnapt is lichter dan het omringende water en trekt dus omhoog. Vulkanische hitte is hier de energiebron.
- Ook opgeloste gassen kunnen als energiebron dienen voor trek. Een illustratief voorbeeld is het ontgassen van meren waar in de diepte grote hoeveelheden koolstofdioxide zijn opgelost. Door hierin een buis te steken en kortdurend water omhoog te pompen, ontsnappen gasbellen uit het water waardoor de dichtheid afneemt en de trek in stand wordt gehouden. Voor meer informatie hierover, lees het artikel 'limnische uitbarsting'.